# معاملة المثليين في النيجر
يواجه الأشخاص من المثليين والمثليات ومزدوجي التوجه الجنسي والمتحولين جنسياً (اختصاراً: LGBT) في النيجر تحديات قانونية واجتماعية لا يواجهها غيرهم من المغايرين جنسيا. يعد النشاط الجنسي المثلي بين الذكور وبين الإناث قانونيا في النيجر، لكن يواجه الأشخاص من مجتمع المثليين وصمة عار بين السكان. كما أن المنازل التي يعيش فيها الشركاء المثليون غير مؤهلة للحصول على نفس الحماية القانونية المتاحة للأزواج المغايرين، مع وجود عدة تقارير تتحدث عن مستوى عالي من التمييز والانتهاكات ضد مجتمع المثليين.

## قانونية النشاط الجنسي المثلي
يعتبر النشاط الجنسي من نفس الجنس قانوني في النيجر، لكن السن القانونية للنشاط الجنسي المثلي ليست متساوية مع السن القانونية للنشاط الجنسي المغاير.

## الاعتراف القانوني بالعلاقات المثلية
لا تعترف النيجر قانونيا بالعلاقات المثلية.

## الحماية من التمييز
لا توجد حماية قانونية ضد التمييز على أساس التوجه الجنسي أو الهوية الجندرية.

## ظروف الحياة
وفقا لتقرير وزارة الخارجية الأمريكية لحقوق الإنسان لعام 2010: «لا يوجد جمعيات لحقوق المثليين معروفة، ولا يوجد أي تقارير عن العنف ضد الأفراد على أساس توجههم الجنسي أو هويتهم الجندرية. ومع ذلك، شهد الأشخاص من مجتمع المثليين التمييز المجتمعي.»

## ملخص
| قانونية النشاط الجنسي المثلي                                                                  | (كان دوما قانوني)                   |
| المساواة في السن القانوني للنشاط الجنسي                                                       | No                                  |
| قوانين مكافحة التمييز في التوظيف                                                              | No                                  |
| قوانين مكافحة التمييز في توفير السلع والخدمات                                                 | No                                  |
| قوانين مكافحة التمييز في جميع المجالات الأخرى (تتضمن التمييز غير المباشر، خطاب الكراهية)      | No                                  |
| قوانين مكافحة أشكال التمييز المعنية بالهوية الجندرية                                          | No                                  |
| زواج المثليين                                                                                 | No                                  |
| الاعتراف القانوني بالعلاقات المثلية                                                           | No                                  |
| تبني أحد الشريكين للطفل البيولوجي للشريك الآخر                                                | No                                  |
| التبني المشترك للأزواج المثليين                                                               | No                                  |
| يسمح للمثليين والمثليات ومزدوجي التوجه الجنسي والمتحولين جنسيا بالخدمة علناً في القوات المسلحة | No                                  |
| الحق بتغيير الجنس القانوني                                                                    | No                                  |
| علاج التحويل محظور على القاصرين                                                               | No                                  |
| الحصول على أطفال أنابيب للمثليات                                                              | No                                  |
| الأمومة التلقائية للطفل بعد الولادة                                                           | No                                  |
| تأجير الأرحام التجاري للأزواج المثليين من الذكور                                              | (غير قانوني للأزواج المغايرين كذلك) |
| السماح للرجال الذين مارسوا الجنس الشرجي التبرع بالدم                                          | No                                  |